# Brejo Grande do Araguaia
Brejo Grande do Araguaia är en kommun i Brasilien.   Den ligger i delstaten Pará, i den centrala delen av landet, 1 100 km norr om huvudstaden Brasília. Antalet invånare är 7 324.
Omgivningarna runt Brejo Grande do Araguaia är huvudsakligen savann. Runt Brejo Grande do Araguaia är det mycket glesbefolkat, med 6 invånare per kvadratkilometer.